# Tettigidea lateralis
Tettigidea lateralis är en insektsart som först beskrevs av Thomas Say 1824.  Tettigidea lateralis ingår i släktet Tettigidea och familjen torngräshoppor.

## Underarter
Arten delas in i följande underarter:
- T. l. lateralis
- T. l. cazieri

## Bildgalleri

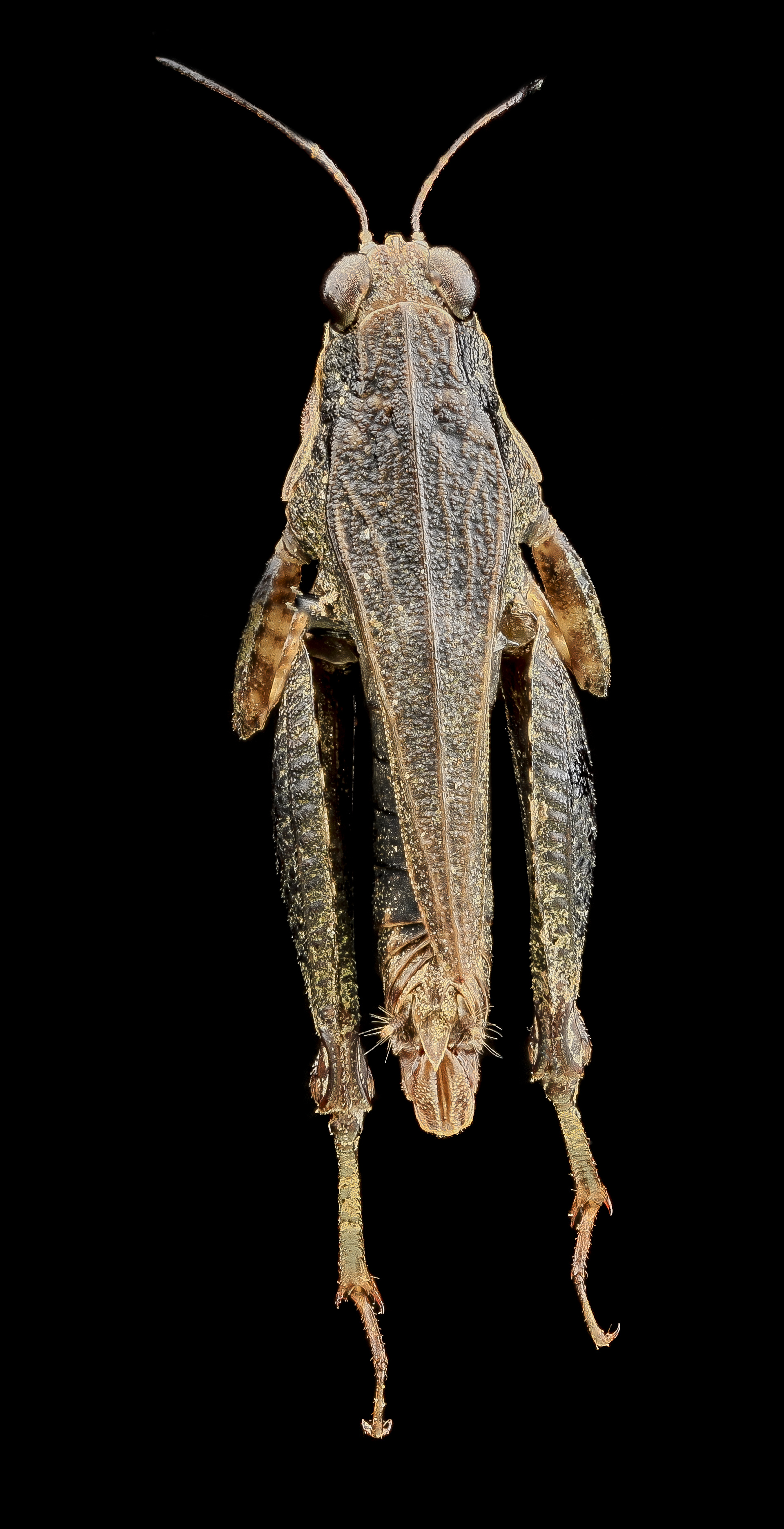
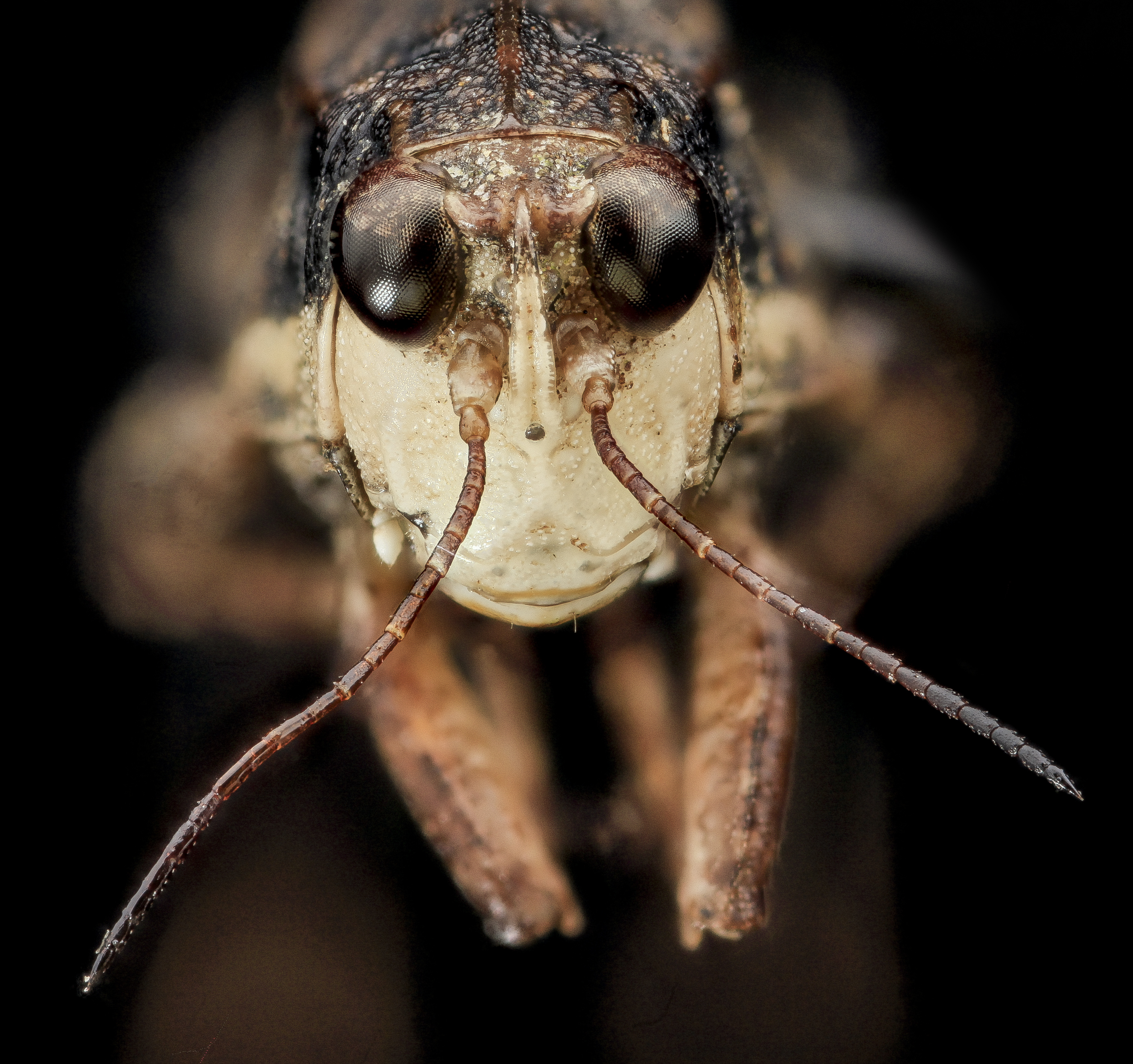
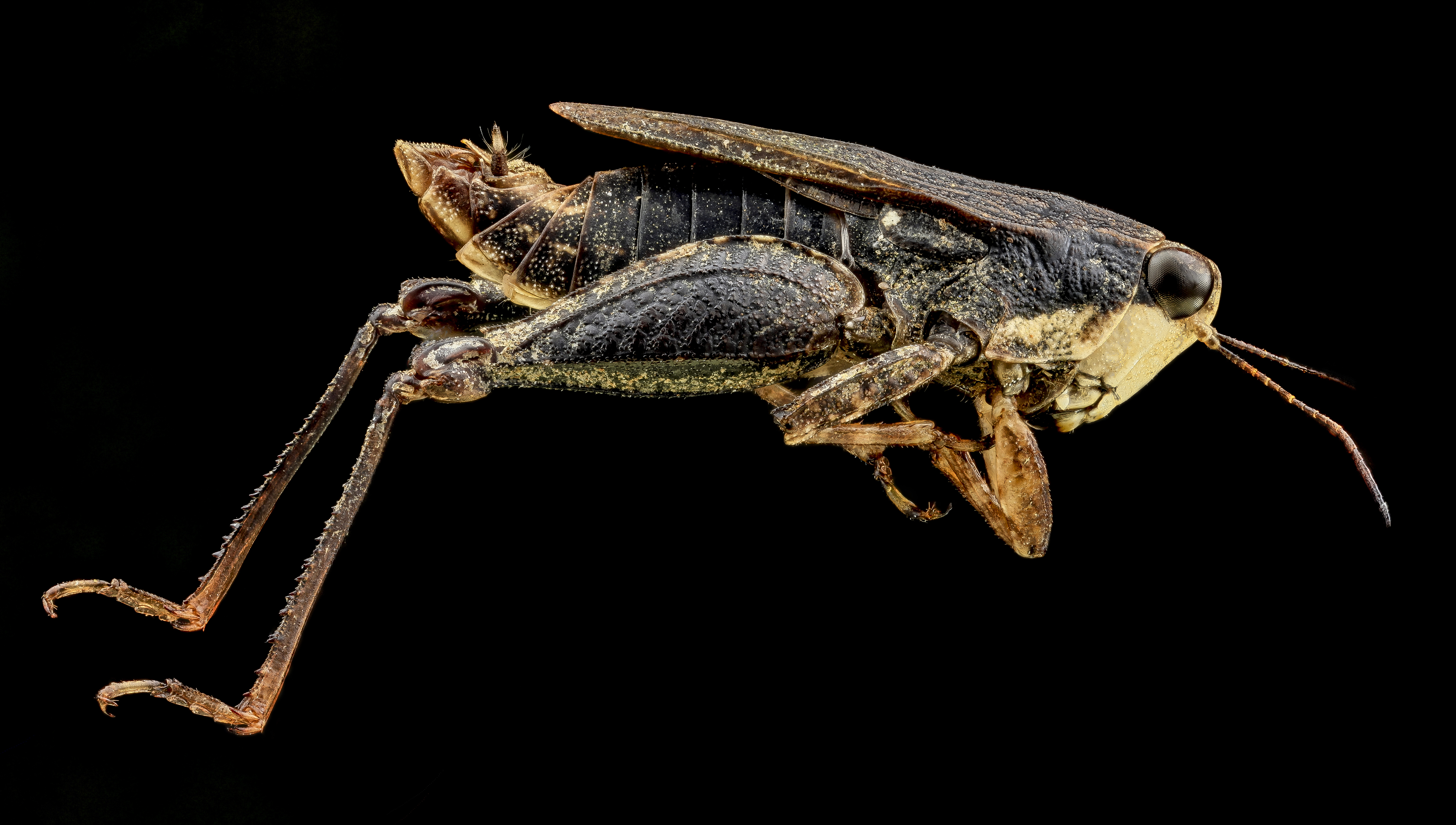